# Nœud de Zeppelin
Le nœud de Zeppelin, ou nœud de Rosendahl, est un nœud qui sert à relier deux cordes (nœud d'ajut). Peu utilisé aujourd'hui, il était employé pour les grands dirigeables.

## Type de nœud
Le nœud de Zeppelin est de la famille des nœuds de base entrelacés, comme le nœud de papillon alpin ou le nœud de gabier.
Dans le nœud de Zeppelin, le nœud de chaque brin est noué en symétrie par rapport à un point.

## Historique
Ce nœud a été couramment utilisé par l'US Navy jusqu'en 1962 pour amarrer les dirigeables. A titre d'exemple, le commandant du dernier grand dirigeable de l'US Navy, le Los Angeles, aérostat porte-avion de type Zeppelin de 41 tonnes métriques, Charles Rosendahl (en), exigeait ce nœud pour amarrer l'aéronef, car, non seulement rapide à exécuter, il offrait aussi une amarre sûre, et surtout, à la manœuvre, un largage sans risque de blocage intempestif. Le nœud a donc pris le nom du célèbre fabricant de dirigeables, ou celui du commandant américain.

## Nouage en ajut
Il existe plusieurs méthodes ; celle développée ci-dessous a l'avantage d'être aussi symétrique que le nœud lui-même :

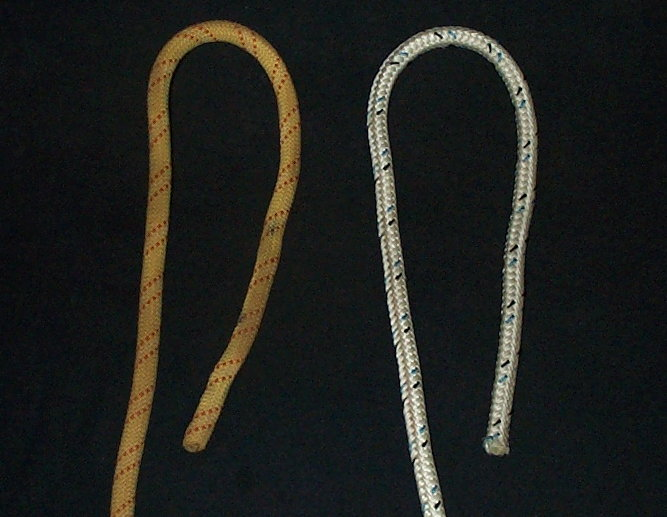
Réaliser deux ganses tournées dans le même sens
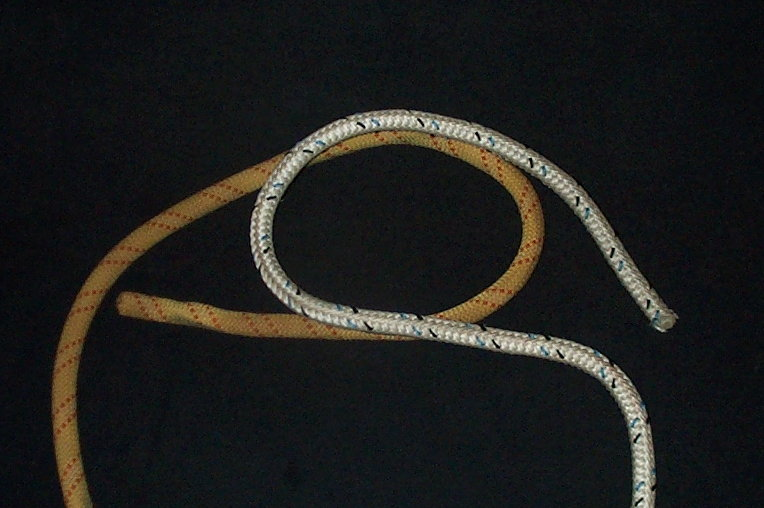
Superposer les ganses têtes-bêches
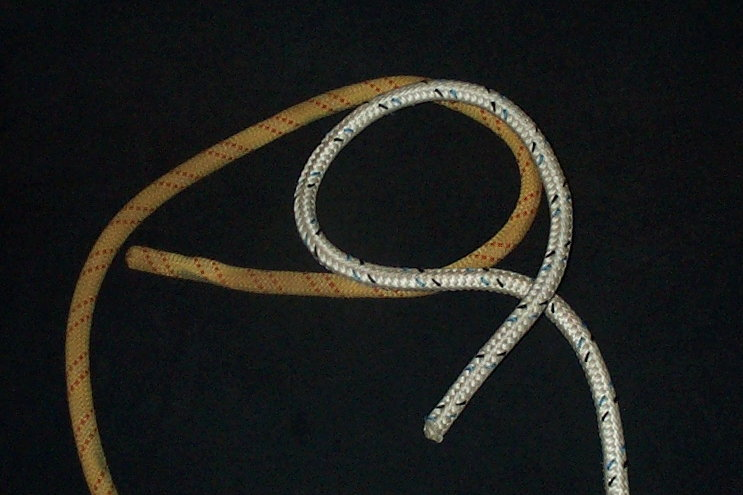
Le dessus fait boucle par-dessus
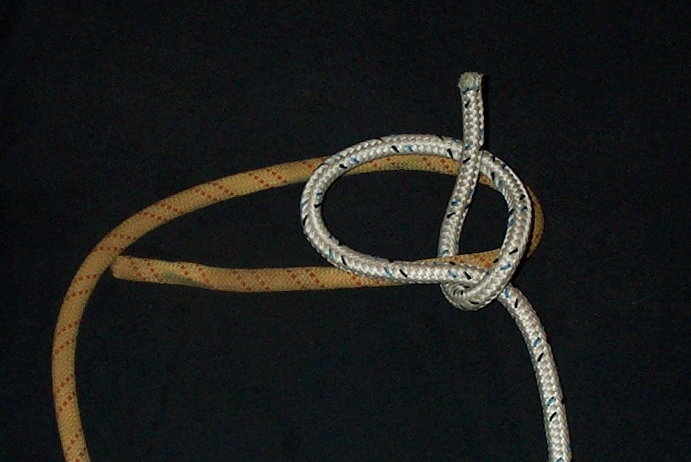
et va se nouer par-derrière[3].
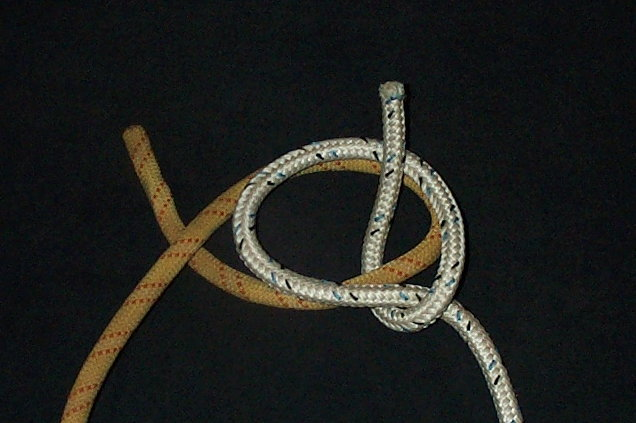
Le dessous fait boucle par-dessous
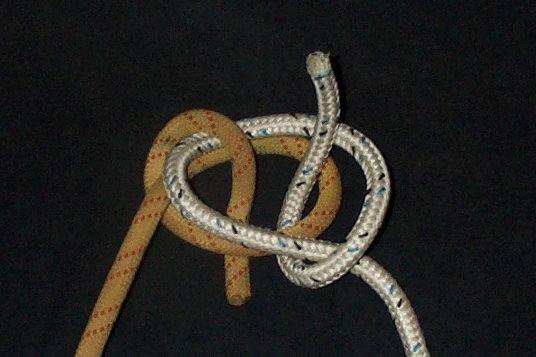
et va se nouer par-devant[4].
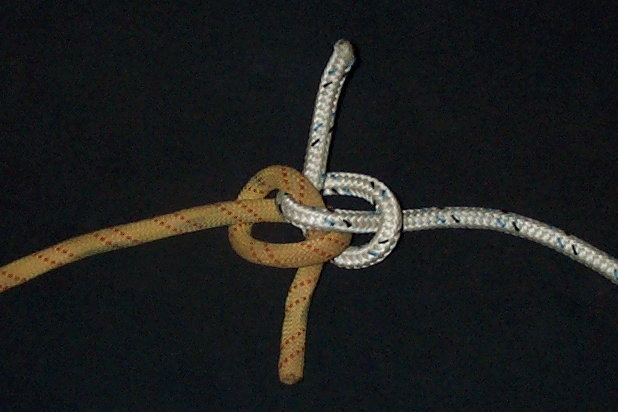
Serrer en tirant sur les 4 brins.
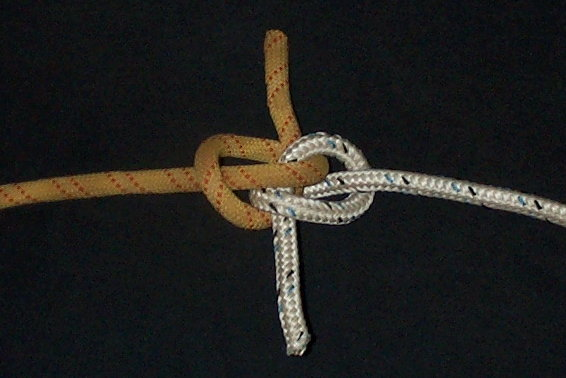
Verso

## Nouage en boucle
Le nœud de Zeppelin devient un excellent nœud de boucle en le nouant sur lui-même.

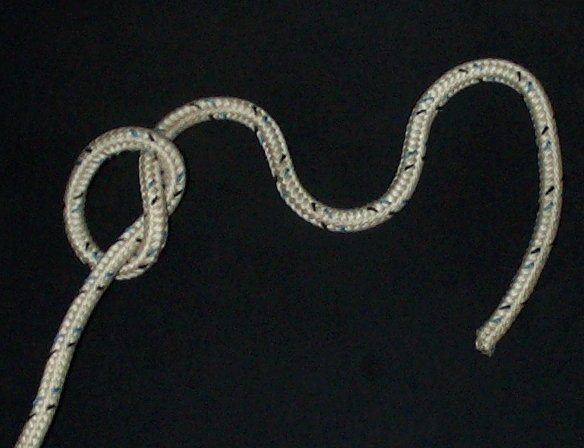
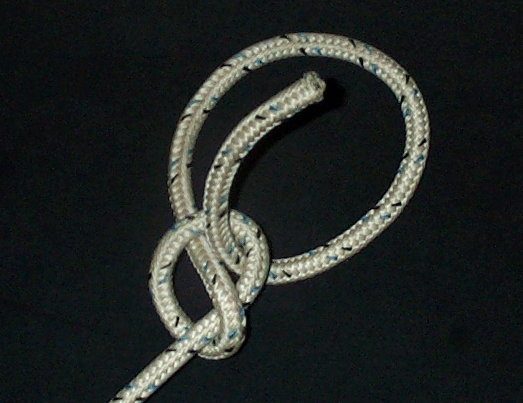
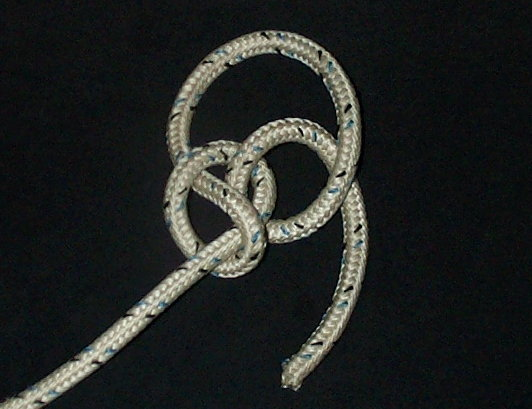
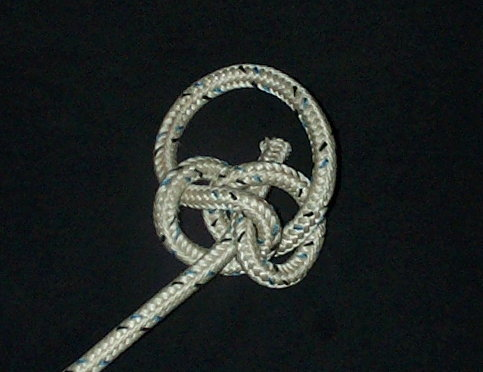
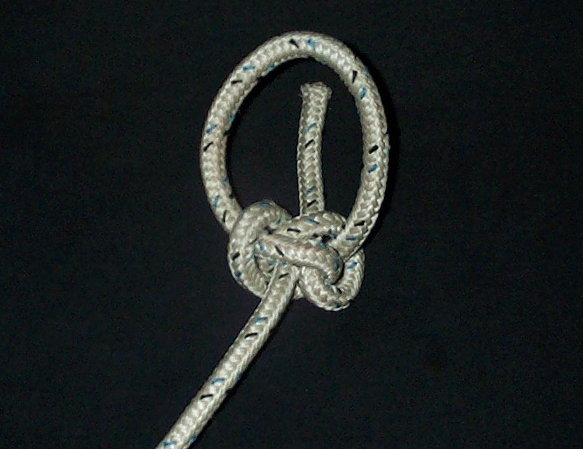

## Sécurité
Son utilisation passée et sa ressemblance avec le nœud de papillon (en ajut) augurent d'une bonne résistance à la traction. En boucle, le nœud de Zeppelin a été testé plus résistant à la rupture que le nœud en huit double réalisé avec de la corde semi-statique de 9 mm de diamètre. De même le nœud de Zeppelin est plus résistant que le nœud de papillon alpin utilisé couramment en alpinisme, d'après un modèle informatique du MIT évoqué dans un article de MIT News.
Cependant, de manière générale et quel que soit le nœud d'ajut, dès que la sécurité d'une personne est en jeu, il convient de laisser suffisamment de mou pour réaliser un  nœud d'arrêt en sécurité.

## Intérêt
- Le nœud de Zeppelin est étonnamment facile à dénouer, même après avoir été mis en charge.
- On ajuste le nœud aisément en l'élargissant et en le raccourcissant : on tire sur les boucles pour les élargir en maintenant soit les dormants, soit les courants, selon les besoins.

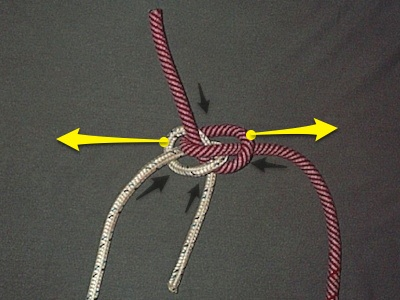
Pour ajuster, tenir les dormants ou courants qui ne doivent pas être modifiés, et élargir le nœud.

- La symétrie du nœud de Zeppelin facilite la vérification :

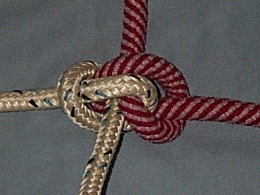
Endroit et envers doivent être...
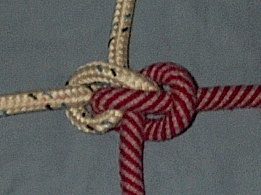
... identiquement entrelacés.

- Le nœud peut se réaliser avec de la sangle ;
- Sur support glissant, le nœud peut être renforcé en doublant, voire en triplant les tours :

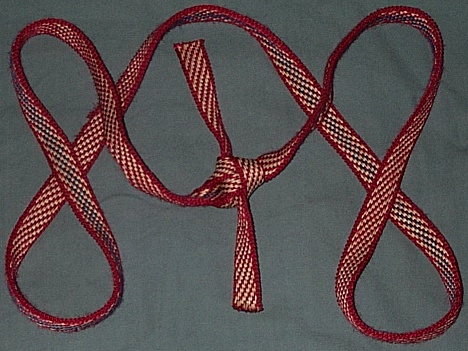
Boucle réalisée en sangle Dyneema.
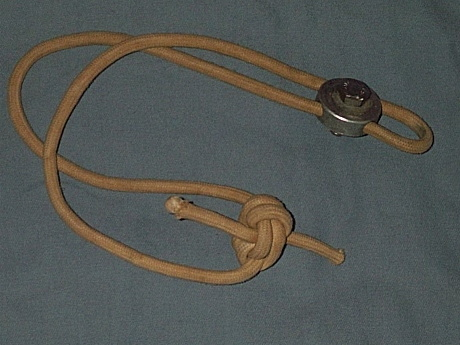
Amarrage Souple « Climbing Technology » réalisé en cordelette Dyneema.

- Le nœud de Zeppelin double peut être réalisé en milieu de corde en doublant les brins . On obtient alors deux boucles à amarrer, plus une troisième qui se crée en raison de la structure du nœud, et qui permettra à un spéléologue ou alpiniste de se longer confortablement.
- Le nœud de Zeppelin est une des rares boucles fiables avec la corde élastique (sandow).
- Le nœud peut être réalisé avec deux cordes de diamètres différents[1].
- Son esthétique en croix en fait aussi un nœud de décoration.